# Governo federale dell'Austria
Il Governo federale dell'Austria (in lingua tedesca: Österreichische Bundesregierung) è un organo collegiale del sistema politico austriaco, composto dal Cancelliere federale, in qualità di capo del governo, dal vice cancelliere e dai ministri.

## Composizione attuale
Il Governo Stocker è entrato in carica il 3 marzo 2025, sostituendo così il dimissionario Governo Nehammer.